# Eddachra
Eddachra (franska: Eddachra (CR), Eddachra (Commune Rurale), arabiska: الشطيبة) är en kommun i Marocko.   Den ligger i provinsen El Kelaâ des Sraghna och regionen Marrakech-Safi, i den norra delen av landet, 200 km söder om huvudstaden Rabat. Antalet invånare är 6 754.